# Canton de Périers
Pour les articles homonymes, voir Périer.
Le canton de Périers est une ancienne division administrative française, située dans le département de la Manche et la région Basse-Normandie.

## Histoire
De 1833 à 1848, les cantons de Périers et de Saint-Sauveur-Lendelin avaient le même conseiller général. Le nombre de conseillers généraux était limité à 30 par département.

## Représentation

### Conseillers généraux de 1833 à 2015
| Période | Période              | Identité                                                        | Étiquette                  | Qualité                                                                                          |
| ------- | -------------------- | --------------------------------------------------------------- | -------------------------- | ------------------------------------------------------------------------------------------------ |
| 1833    | 1837 (démission)     | Jacques-Pierre Avril                                            | Conservateur (tiers parti) | Juge de paix, député (1834-1837)                                                                 |
| 1837    | 1852                 | Jean Robin-Prévallée                                            |                            | Médecin, conseiller municipal de Périers, conseiller d'arrondissement                            |
| 1852    | 1860 (décès)         | Gustave Nicolas Regnault                                        |                            | Médecin, maire de Périers, conseiller d'arrondissement                                           |
| 1860    | 1863 (décès)         | Louis Lerendu                                                   |                            | Notaire                                                                                          |
| 1863    | 1871                 | Eugène d'Halwin, marquis de Piennes (petit-fils de J.-P. Avril) | Bonapartiste               | Chambellan de l'Impératrice, diplomate, maire de Périers, député (1868-1871)                     |
| 1871    | 1923 (décès)         | Alfred Regnault (fils de G.Regnault)                            | Républicain progressiste   | Notaire, député (1881-1885 et 1893-1902), maire de Périers                                       |
| 1923    | 1940                 | François Le Conte                                               | RG                         | Négociant, maire de Périers, conseiller d'arrondissement, nommé conseiller départemental en 1943 |
|         |                      |                                                                 |                            |                                                                                                  |
| 1945    | 1955                 | François Le Conte                                               | DVD                        | Négociant, maire de Périers                                                                      |
| 1955    | 7 avril 1966 (décès) | Robert Schmitt (petit-fils d'A. Regnault)                       | MRP                        | Maire de Périers, conseiller de l'Union française                                                |
| 1966    | 1975 (décès)         | Lucien Radier                                                   | CD                         | Médecin à Périers                                                                                |
| 1975    | 1985                 | Raymond Burckart (1911-1991)                                    | RPR                        | Maire de Périers                                                                                 |
| 1985    | 1992                 | Michel Ciubucciu                                                | DVD                        | Notaire, maire de Périers                                                                        |
| 1992    | 1998                 | Didier Lecerf                                                   | DVD                        | Médecin, maire de Périers                                                                        |
| 1998    | 2004                 | Léon Ourry                                                      | DVG                        | Agriculteur, maire de Marchésieux (1971-1995)                                                    |
| 2004    | 2015                 | Hubert Lenormand                                                | DVD                        | Gérant de société à Périers                                                                      |

Le canton participe à l'élection du député de la troisième circonscription de la Manche, avant et après le redécoupage des circonscriptions pour 2012.

### Conseillers d'arrondissement (de 1833 à 1940)
| Période                                  | Période      | Identité                                              | Étiquette | Qualité |
| ---------------------------------------- | ------------ | ----------------------------------------------------- | --------- | --- |
| 1833                                     | 1837         | Jean Benoit Léonard Robin-Prévalée                    |           | Docteur en médecine, propriétaire à Périers                                                                 |
| 1837                                     | 1842         | Henry Victor d'Halwin, Marquis de Piennes (1792-1855) |           | Propriétaire à Périers                                                                                      |
| 1842                                     | 1852         | Gustave Nicolas Régnault (1805-1860)                  |           | Médecin, maire de Périers                                                                                   |
|                                          |              |                                                       |           | |
|                                          | 1896 (décès) | M. Leconte                                            |           | |
|                                          |              |                                                       |           | |
| 1913                                     | 1923         | François Le Conte                                     |           | Négociant, maire de Périers                                                                                 |
|                                          |              |                                                       |           | |
| 1925                                     | 1937         | Jules Duhamel                                         | RG        | Industriel, adjoint au maire de Périers                                                                     |
| 1937                                     | 1940         | Charlemagne Legrand                                   | RG        | Maire de Marchésieux                                                                                        |
| 1940                                     |              |                                                       |           | Les conseils d'arrondissement ont été suspendus par la loi du 12 octobre 1940 et n'ont jamais été réactivés |
| Les données manquantes sont à compléter. |              |                                                       |           | |

## Composition

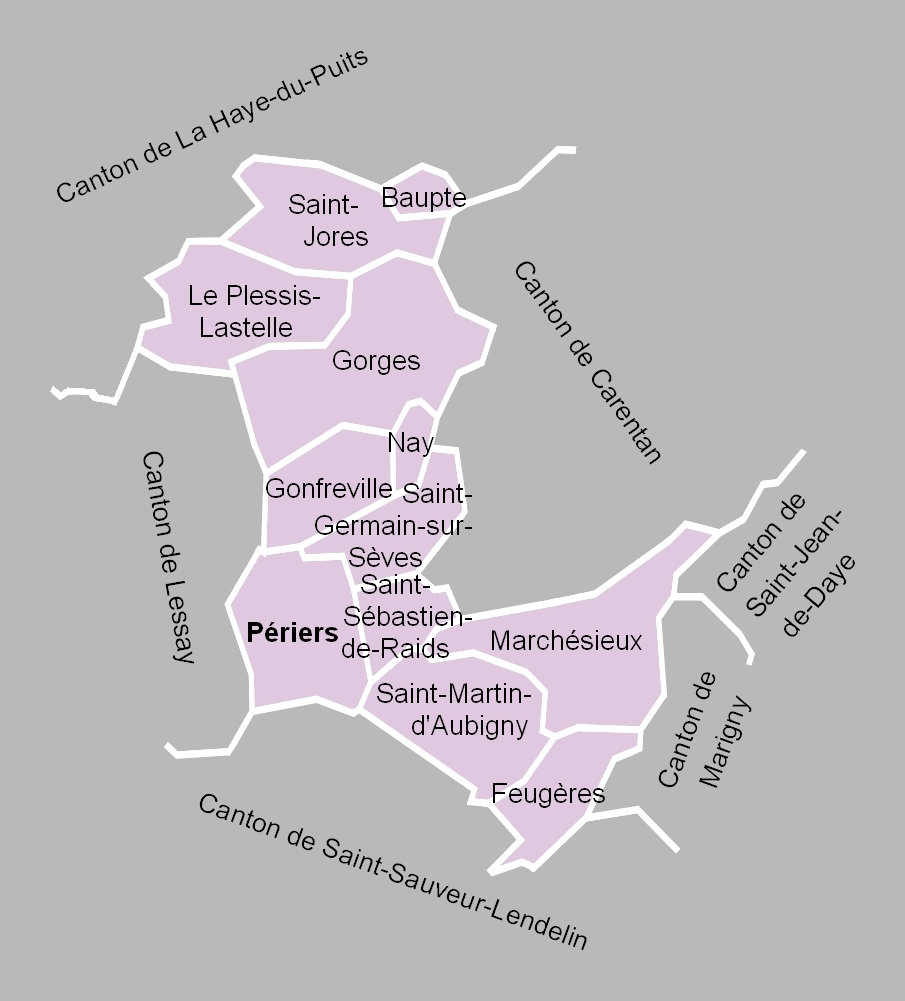
La carte des communes du canton. Les cantons limitrophes étaient ceux de La Haye-du-Puits, de Carentan, de Saint-Jean-de-Daye, de Marigny, de Saint-Sauveur-Lendelin et de Lessay.

Le canton de Périers comptait 6 195 habitants en 2012 (population municipale) et regroupait douze communes :
- Baupte ;
- Feugères ;
- Gonfreville ;
- Gorges ;
- Marchésieux ;
- Nay ;
- Périers ;
- Le Plessis-Lastelle ;
- Saint-Germain-sur-Sèves ;
- Saint-Jores ;
- Saint-Martin-d'Aubigny ;
- Saint-Sébastien-de-Raids.

À la suite du redécoupage des cantons pour 2015, les communes de Feugères, Gonfreville, Gorges, Marchésieux, Nay, Périers, Saint-Germain-sur-Sèves, Saint-Martin-d'Aubigny et Saint-Sébastien-de-Raids sont rattachées au canton d'Agon-Coutainville, la commune de Baupte à celui de Carentan et les communes du Plessis-Lastelle et Saint-Jores à celui de Créances.

### Anciennes communes
Les anciennes communes suivantes étaient incluses dans le canton de Périers :
- Saint-Germain-la-Campagne, alors dans le canton de Lessay, absorbée en 1805 par Gorges.
- Le Buisson, absorbée en 1812 par Saint-Germain-sur-Sèves.
- Saint-Christophe-d'Aubigny, absorbée en 1813 par Saint-Martin-d'Aubigny.
- Lastelle, absorbée en 1964 par Le Plessis, qui prend alors le nom de Le Plessis-Lastelle.

## Démographie
| 1962  | 1968  | 1975  | 1982  | 1990  | 1999  | 2006  | 2011  | 2012  |
| ----- | ----- | ----- | ----- | ----- | ----- | ----- | ----- | ----- |
| 6 761 | 6 772 | 6 608 | 6 469 | 6 223 | 6 199 | 6 205 | 6 205 | 6 195 |